# Filipíny na Letních olympijských hrách 1996
Filipíny se účastnily Letní olympiády 1996 v 6 sportech. Zastupovalo je 12 sportovců.

## Medailisté
| Medaile | Jméno            | Sport | Soutěž                          |
| ------- | ---------------- | ----- | ------------------------------- |
| Stříbro | Mansueto Velasco | Box   | muži váha lehká muší – do 49 kg |